# Brotherhood (альбом New Order)
Brotherhood (рус. «Братство») — четвёртый студийный альбом британской рок-группы New Order, вышедший в 1986 году. В хит-параде Соединённого Королевства пластинка заняла 9-е место и не покидала список 100 наиболее популярных альбомов страны в течение 5 недель.

## Обложка
Обложка альбома оформлена Питером Сэвиллом.

## Критика
В обзоре для Los Angeles Times Стив Хохман написал, что New Order «создает атмосферные грувы с большей утонченностью, чем любой современный компьютерный рокер». Роберт Кристгау из The Village Voice поставил наивысшую оценку и заметил: «Темпы чуть менее величественные, хуки - менее действующие на подсознание. Вокал Бернарда Самнера приобрел гуманный характер. Он смягчает такого скептика, как я, к чистому, физически возвышающему ощущению музыки». Джон Буш из AllMusic поставил 4 звезды из 5 и написал, что «песни и продюсирование группы достигли такого высокого уровня, что концепция работала великолепно, не привлекая к себе излишнего внимания. На первом месте стоит рок, раскрывая больше эмоциональной стороны пения Бернарда Самнера».

## Список композиций
1. «Paradise» — 3:50
2. «Weirdo» — 3:52
3. «As It Is When It Was» — 3:46
4. «Broken Promise» — 3:47
5. «Way of Life» — 4:06
6. «Bizarre Love Triangle» — 4:22
7. «All Day Long» — 5:12
8. «Angel Dust» — 3:44
9. «Every Little Counts» — 4:28

## Альбомные синглы
- «Bizarre Love Triangle» / «Bizarre Dub Triangle» (1986) — 56-е место в хит-параде синглов Соединённого Королевства[18]

## Участники записи
New Order:
- Бернард Самнер — вокал, гитара, синтезатор, программирование
- Питер Хук — бас-гитара, электронные барабаны, бэк-вокал
- Джиллиан Гилберт — синтезатор, программирование, гитара, бэк-вокал
- Стивен Моррис — ударные, синтезатор, программирование

Технический персонал:
- New Order — продюсирование
- Майкл Джонсон — инженер